# Sussan Deyhim
Sussan Deyhim (in persiano: سوسن دیهیم; Teheran, 14 dicembre 1958) è una coreografa, ballerina, attrice e regista e cantante iraniana.

## Biografia
Sussan Deyhim inizia la carriera come ballerina tra il 1971 ed il 1975 con il Pars National Ballet, affiliato alla Televisione Nazionale Persiana. 
Nel 1976 riceve una borsa di studio per il MUDRA, dove studia danza con Maurice Béjart. 
Nel 1980 si trasferisce a New York dove ha modo di esprimere a livello internazionale le sue qualità di artista a tutto campo.  Coreografa, danzatrice, attrice, regista e cantante.
Ha collaborato (tra gli altri) con i compositori Micky Hart, Branford Marsalis, Christian Marclay, Peter Scherer, Elliot Sharp, Arto Lindsay, Heiner Goebbels, Jan Mattox, Loren Rush e Winston Tong.
La Deyhim è anche apparsa in molte produzioni teatrali internazionali, con autori quali: Assur Banipal Babilla, Elizabeth Swados,  Micha van Hoecke e Lindsay Kemp.
Nel 1981 la Deyhim inizia la collaborazione artistica con Richard Horowitz registrando Queen of Saba per l'album di Horowitz Eros in Arabia. 
In seguito lavorano ad una serie di performance multimediali chiamate Azax/Attra: Desert Equations.
Deyhim e Horowitz lavorano proficuamente assieme e mostrano al pubblico di tutto il mondo le loro opere: sono al Carnegie Recital Hall a New York nel 1985 e sempre a New York al Central Park's Summer Stage e alla Brooklyn Academy of Music nel 1987 e 1990, all'Assilah Festival in Marocco, al Festival of the Arts and Technology a Parigi, al 750º anniversario della città di Berlino, all'ICA di Londra, al The City Contemporary Dance Company a Hong Kong. 
Coreografato dalla Deyhim e composto dalla stessa e da Horowitz, i due creano X-Isle Isle-X presentato all'ARS and Electronica Festival di Linz nel 1989, al Time Zone Festival di Bari, nel 1990 al Museum of Contemporary Art a Prado nel 1991, e al Voices of the Universe Festival a Roma nel 1991.
Nel 1998 è importante l'incontro con l'artista iraniana Shirin Neshat, che imposta il proprio lavoro (similmente alla Deyhim) sulle profonde differenze che separano la cultura occidentale, a cui è ormai assimilata, e quella islamico-orientale, da cui proviene.
Nel video Turbulent, che prende spunto dal divieto alle donne di cantare in pubblico, l'azione si svolge su due opposti schermi: una "parte" maschile forte e debordante che si confronta direttamente sulla seconda, femminile sottomessa ed impotente, dove Sussan Deyhim partecipa come performer. Presentato nel 1999 alla Biennale di Venezia, Turbulent conquista il Primo Premio Internazionale. 
Sussan Deyhim inizia la sua collaborazione con la Neshat curando le musiche di diversi altri lavori a venire. 
Due video della Neshat realizzati nel 2001, presentati in un'unica occasione alla Barbara Gladstone Gallery di New York: Pulse e Possessed, si avvalgono delle musiche create appositamente da Sussan Deyhim.
Del 2001 è la  performance della Neshat Logic of the Birds in cui alle immagini filmate e proiettate su schermi l'artista combina la presenza reale di figuranti e il concerto vocale dal vivo di Sussan Deyhim.

## Discografia

### Solista
- 2000 - Turbulent con Shirin Neshat
- 2000 - Madman Of God (Divine Love Songs Of The Persian Sufi Masters)
- 2002 - Shy Angels con Bill Laswell
- 2008 - Out Of Faze
- 2008 - Possessed con Shirin Neshat
- 2008 - Soliloquy  con Shirin Neshat
- 2011 - City Of Leaves

### Come Sussan Deyhim & Richard Horowitz
- 1986 - Desert Equations: Azax Attra
- 1996 - Majoun
- 2008 - Logic Of The Birds